# 通信線路
通信線路（つうしんせんろ） は、有線電気通信の伝送路である。線状につながっているものなので、故障地点の判別が重要である。

## 区間区分

### 加入者線路
加入者端末を直接収容するためのものである。一般に迂回路は用意されていない。信頼性を高めるために加入者負担で二重化することもある。
電気通信事業者局舎から加入者までの一般的な構成は次のようになっている。
```
電気通信事業者局舎の
主配線盤
-
とう道
-
地下
管路
-き線点-架空線路-
端子函
-
保安器
-加入者
端末
```

なお、光収容の場合、き線点または端子函で光電変換を行う。

### 中継線路
中継線路は、局間を中継するもの。公衆交換網の場合は二重化が義務付けられている。
- 市内中継線路 : 単位料金区域内の中継線路。
- 市外中継線路 : 単位料金区域外と接続を行う中継線路。

## 敷設場所とその方法
敷設場所として次のようなものがある。
- 架空 : 電柱などを使用して、空中に配線するものでコストが低い。配電線の下部に敷設することになっている。車道・歩道・水路などとの最低空頭が定められている。
- 地中 : 電線類地中化のために推進されている。コストが高い。
  - 共同溝
  - 地中管路
- 海底・水底 : 大陸間を結ぶ長距離のものは、水中中継器の実用化によって可能となった。

## 通信線路の特性
使用する周波数帯域が広いほど高速通信が可能で多重化回線数を多く出来る。しかし、メタリック回線では、リアクタンス・コンダクタンス等の損失が高周波帯域ほど大きくなるため、中継増幅器の間隔を小さくしなければならない。つまり、1つの回線で使用する周波数帯域が小さく、多重化回線数が少ないほど長距離の無中継通信が可能となる。

## 使用される伝送路とその歴史
適当な絶縁被覆が無かった時代には、碍子引きの裸電線が伝送路として使用されていた。後に絶縁電線が碍子引きで使用されるようになった。
ただの電線ではその間のキャパシタンスが、長距離では無視できないものになった。これを補正するインダクタンス（装荷コイル）を伝送線路に付加することをオリヴァー・ヘヴィサイドが提案した。そのようなインダクタンスを付加したケーブルを指して「装荷ケーブル」と言った。これにより通信距離が伸びた。
装荷ケーブルは、しかし、伝送帯域が狭く、遅延時間が大きく、信号の反射があり、信号が歪むものであった。1932年3月の松前重義による『長距離電話回線に無装荷ケーブルを使用せんとする提案』により、無装荷ケーブルによる長距離伝送の可能性が示された（松前重義#無装荷ケーブルを参照）。
やがて、同軸ケーブル・導波管がさらなる多重化の可能なものとして使用されるようになった。
1990年代より、価格の低下に伴って光ファイバーを束ねた光ケーブルによる有線光通信が中継線路から導入されるようになった。2000年代より、光収容・FTTH・FTTxと呼ばれる、より加入者に近い部分の光化も行われるようになった。

## 法的規制
有線電気通信法により、有線電気通信設備令に従って敷設・管理を行うこととなっている。また、障害となる樹木の剪定・伐採を行ったり、他人の所有地を横断する場合の仲裁措置が定められている。
電気通信事業法では、事業用電気通信設備規則に従って線路主任技術者が工事・保守の監督を行うこととなっている。